# Klaus Illi
Klaus Illi (* 1953 in Stuttgart) ist ein deutscher Bildhauer, der seit Anfang der 1990er Jahre mit Luft als zentralem skulpturalem Material arbeitet.

## Leben
Nach dem Abitur war Illi von 1973 bis 1974 im Friedensdienst in Polen und Israel. Anschließend studierte er Kunst und Deutsch für das Lehramt an der Pädagogischen Hochschule Heidelberg.
Nach dem Referendariat und verschiedenen Reisen folgte das Studium der Bildhauerei an der Kunstakademie Stuttgart, an der Universität der Künste Berlin (Meisterschüler bei Rolf Szymanski) und an der Parsons School of Design in New York City (MFA in Sculpture).
Illi lebt und arbeitet in Ostfildern bei Stuttgart.

## Werke (Auswahl)

### Atem
Seine pneumatischen Installationen lassen den Raum durch das Zusammenspiel verschiedener Objekte atmen. Die „atmenden“ Objekte werden von einem Gebläse über Schläuche mit Luft versorgt. Pneumatische Ventile lassen Luft programmgesteuert ein- und ausströmen, die Objektmembran dehnt sich durch die zugeführte Luft konvex aus, was einem „Einatmen“ oder „Beatmen“ entspricht, worauf das pneumatische Ventil die Luft im Objekt in den Raum entlässt: Die Membran wird mit entsprechenden Strömungsgeräuschen wieder flach, was mit einem „Ausatmen“ assoziiert wird.

### Katharsismaschinen
Mit seinen Katharsismaschinen bemüht sich Illi um exemplarische Sauberkeit am Ausstellungsort – diese Objekte sind ein augenzwinkernder Kommentar zur schwäbischen Kehrwoche, quasi eine selbstironische Untersuchung des Schwabengenoms.

### Agnosie und Katarakt
Blindenstöcke tasten im Raum und bedienen sich neben der Tast- auch der Schleiftechnik und wechseln unverhofft von einem langsamen, sensiblen Abtasten in einen wilden Modus.

### Zeichenmaschinen
Illi lässt zeichnen. Seine Geräte hinterlassen Spuren oder radieren sie aus, die Scratching-Machine kratzt Farbe von der Wand und legt tiefere Schichten frei.

### Kollaborationen
Illi arbeitet seit 1999 gemeinsam mit Bettina Bürkle am Projekt „Atem“, ihr Projekt „Wolkenatem“ (2014) erhielt ein Stipendium des DA Kunsthauses Kloster Gravenhorst.
Mit Inga Fonar Cocos wurden zwischen 2002 und 2006 mehrere Ausstellungen in Deutschland und Israel zum Thema Blindheit und Verdrängung realisiert.
Mit Uri Sigal Galkin sind seit 1998 gemeinsame Arbeiten, Ausstellungsprojekte und -beteiligungen entstanden, in denen Galkins Kunstfigur „Nimrod isch Shalom“ (Nimrod - Mann des Friedens) durch Illi zum Fliegen gebracht wurde.